# Nandrolona
La nandrolona (17β-hidroxiester-4-en-3-ona) és un esteroide anabòlic relacionat estructuralment amb la testosterona. Se subministra en els casos en què hom vol incrementar el pes i el desenvolupament. La nandrolona estimula la síntesi proteica, reduint o fins i tot invertint el balanç negatiu de nitrogen, tot i que requereix l'aportació col·lateral de proteïnes i energia. Presenta també importants efectes androgènics virilitzants. A Europa és emprat, especialment en forma de decanoat, ciclohexanpropionat, fenpropionat, furilpropionat i propionat, en patologies com l'osteoporosi postmenopàusica o senil i retard del desenvolupament de l'estatura. Atès que també té com a efecte l'increment del pes i el desenvolupament dels músculs, alguns esportistes l'utilitzen fraudulentament per augmentar la força muscular. La nandrolona s'administrarà per via intramuscular profunda.

## Indicacions
S'utilitza com a coadjuvant en malalties i estats que requereixen un augment de la síntesi de proteïnes en cas de balanç negatiu de nitrogen com, per exemple, durant malalties cròniques debilitants, teràpia perllongada amb glucocorticoides, radioteràpia i després de cirurgia major o traumatisme. Els efectes de la droga inclouen, igualment, creixement muscular, estimulació de la gana i l'augment de la producció de glòbuls vermells i densitat òssia. Els esteroides anabolitzants no estan, però, en cap cas indicats per a potenciar el desenvolupament muscular en individus sans ni per augmentar la capacitat física per bé que sovint són utilitzats amb aquesta finalitat. Els estudis clínics han demostrat que és eficaç, també, en cas d'osteoporosi i en alguns tipus de càncer de mama com a tractament pal·liatiu de determinats casos de carcinoma mamari disseminat.

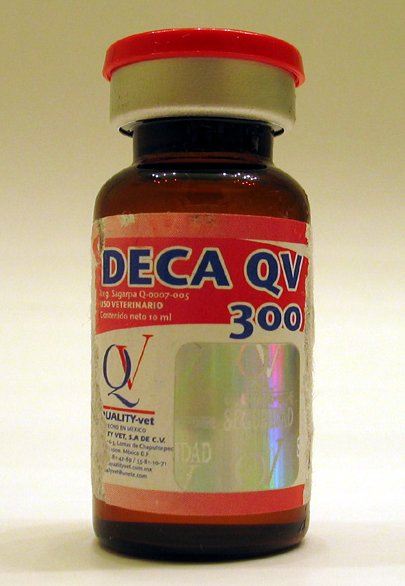
QV Nandrolona Deca, fàrmac sovint usat per atletes.

## Farmacocinètica
Després de l'administració intramuscular, el decanoat de nandrolona presenta una biodisponibilitatdel 77%, arribant a la Cmax a les 12-24 hores. El decanoat de nandrolona s'hidrolitza en el plasma, donant lloc a nandrolona. Aquesta es metabolitza en el fetge. Finalment, s'elimina per metabolisme hepàtic i posterior excreció renal, eliminant amb l'orina tant la nandrolona inalterada com els seus metabòlits.

## Dopatge
La nandrolona és una substància prohibida tant dins com fora de la competició esportiva. Es considera resultat analític advers si la concentració d'aquesta substància prohibida, o dels seus metabòlits o marcadors i / o qualsevol altre índex o índexs rellevants en la mostra de l'esportista, es desvia tant del rang de valors que es troben habitualment en l'organisme humà, que és improbable que correspongui a una producció endògena normal. No es considerarà que la mostra conté una substància prohibida si l'esportista demostra que la concentració es pot atribuir a una condició fisiològica i/o patològica.

## Reaccions adverses
Els efectes adversos de la nandrolona són, en general, freqüents, moderadament importants i irreversibles en alguns casos. En la major part dels casos, les reaccions adverses són una prolongació de l'acció farmacològica i afecten principalment al sistema endocrí. Apareixen fonamentalment a dosis altes i en tractaments perllongats. En el cas que s'observin aquests símptomes, es recomana suspendre el tractament. Les reaccions adverses més característiques són:
- Digestives: Pot aparèixer nàusees, vòmits i diarrea.
- Hepàtiques: Pot aparèixer hepatitis i icterícia. En els casos més greus s'han descrit càncer de fetge.
- Neurològiques: Pot aparèixer insomni, depressió i estats d'excitació anormals.
- Endocrinològiques: La principal reacció adversa dels anabolitzants hormonals és la virilització.

· EN HOMES: En homes prepuberal pot aparèixer un creixement del penis i un augment del nombre de ereccions. En nens postpuberals augmenta la freqüència de acne. Pot aparèixer també priapisme i inhibició de la secreció de gonadotropines amb oligospèrmia, atròfia testicular, ginecomàstia, impotència o reducció de la libido.
· EN DONES: Pot aparèixer hirsutisme, acne, enronquiments de la veu de vegades irreversibles, hipertròfia del clítoris, atròfia mamària i endometrial i dismenorrea. La utilització conjunta d'estrògens no evita la virilització.
- Osteomusculars: En nens pot aparèixer de vegades un tancament prematur de les epífisis, amb interrupció sobtada del creixement.
- Hematològiques: Pot aparèixer un augment del temps de protrombina, amb el consegüent risc d'hemorràgies.
- Metabòliques. Pot aparèixer [hipercolesterolèmia] i disminució dels factors de la coagulació.
- Hidroelectrolític. A vegades pot produir hipercalcèmia i edema.